# Reform UK
Pour les articles homonymes, voir Parti de la réforme.
Reform UK (parfois en français : Parti de la réforme), anciennement Parti du Brexit (en anglais : Brexit Party), est un parti politique britannique eurosceptique et conservateur, lancé par Catherine Blaiklock (en) en février 2019.
Issu d'une scission du UKIP, et fondé en vue d'assurer le retrait du Royaume-Uni de l'Union européenne (« Brexit ») à la suite du référendum de 2016, avec le soutien de Nigel Farage, il arrive en tête des élections européennes de 2019 au Royaume-Uni.

## Histoire

### Fondation du Parti du Brexit
En décembre 2018, plusieurs cadres quittent le Parti pour l'indépendance du Royaume-Uni (UKIP), en signe de protestation contre la nouvelle ligne du parti, jugée trop centrée sur l'islam, une ligne symbolisée par les liens tissés entre le nouveau chef du parti, Gerard Batten, et le militant d'extrême droite Tommy Robinson.
Le Parti du Brexit est annoncé le 20 janvier 2019 par l'ancienne porte-parole sur les questions économiques de l'UKIP Catherine Blaiklock (en). Il est enregistré auprès de la Commission électorale du Royaume-Uni le 5 février 2019, ce qui lui permet de se présenter à des élections.

### Élections européennes de 2019

Ancien logo du parti.

Après un report du Brexit sous Theresa May impliquant la participation du Royaume-Uni aux élections européennes, le parti prend part aux élections européennes de 2019. Parmi ses candidats sont annoncés la journaliste Annunziata Rees-Mogg — ancienne candidate conservatrice aux élections générales et sœur du député conservateur et financier Jacob Rees-Mogg —, l'homme d'affaires conservateur Benyamin Habib, l'écrivaine Claire Fox et l'ancien directeur général des Chambres de commerce britanniques John Longworth. L'ancien député du Parti travailliste George Galloway annonce également son soutien au Parti du Brexit lors de l'élection du Parlement européen en 2019,. Un sondage mené auprès de 781 conseillers du Parti conservateur indique que 40 % d'entre eux avaient l'intention de voter pour le Parti du Brexit.
Steve Bannon considère qu'un « super groupe » souverainiste pourrait être le deuxième plus grand du Parlement européen en regroupant trois groupes préexistants : l'ENL d'extrême droite, le CRE des nationaux-conservateurs et l'ELDD du Parti du Brexit. Finalement, plusieurs membres du groupe ELDD rejoignent le groupe Identité et démocratie (ex-ENL) et les députés du Parti du Brexit siègent dans les non-inscrits.

### Élections générales de 2019
Après avoir décidé de ne pas présenter de candidat dans les circonscriptions ayant élu un candidat conservateur aux élections de 2017 afin de ne pas compromettre les chances de survenue du Brexit par l’échec des conservateurs, le Parti du Brexit n’obtient aucun député.

### Période post-Brexit et changement de nom
Le 31 janvier 2020, le Royaume-Uni quitte officiellement l'Union européenne.
Le 1er novembre de la même année, le parti signe une tribune publiée par le magazine Marianne avec les partis politiques, italien Italexit, espagnol Somos España et français Génération Frexit, intitulé : « manifeste pour la souveraineté, la démocratie et l'auto-détermination ». Cette tribune appelant à la sortie de l'Union européenne pour les autres États à la suite du Brexit.
Le 6 janvier 2021, le "Parti du Brexit" devient Reform UK. Le 6 mars suivant, Nigel Farage quitte sa tête pour se recentrer sur ses activités dans les médias. Richard Tice, qui en était jusqu'ici le président, lui succède.
Nigel Farage annonce le 3 juin 2024 sa participation aux élections anticipées au Royaume-Uni sous la bannière de Reform UK « en pleine ascension dans les sondages », dans la circonscription de Clacton (Sud-Est de l'Angleterre), après avoir été « un temps soupçonné de vouloir rallier les conservateurs », dont « certaines figures ne cachent pas leur sympathie pour lui ». Lors de la campagne, il suscite la polémique en défendant Vladimir Poutine et reprend sa propagande, en accusant l'Occident d'être responsable de l'invasion de l'Ukraine par la Russie.
Le 26 décembre 2024, Nigel Farage annonce que le nombre d’adhérents au parti Reform UK a, de manière inédite, dépassé celui du Parti conservateur, atteignant les 133 000 membres.
Reform UK fait une percée lors des élections locales britanniques de mai 2025 et remplace les conservateurs comme premier parti d'opposition,.

## Ligne politique
Selon sa direction, le parti a pour objectif d'attirer les 17,4 millions de personnes qui ont voté en faveur de la sortie de l'UE en juin 2016 et de convaincre des transfuges des conservateurs, des travaillistes et du UKIP. Dans cette optique, Nigel Farage, ancien leader du UKIP et député européen, déclare qu'il se présenterait comme candidat pour ce parti si un scrutin européen devait se tenir au Royaume-Uni en mai 2019 : « si le gouvernement revient sur sa parole et trahit les millions de personnes qui ont voté pour le Brexit, il nous faut un parti prêt à se lever et à se battre pour l'obtenir. Je suis tout à fait prêt pour l’extension ou la révocation de l’article 50 et, si cela se produit, je reviendrai à la charge ».
Contrairement au UKIP qui s'était refocalisée sur le problème migratoire, le but de ce nouveau mouvement est de se concentrer sur ce qui est vu comme l'essentiel : la question de la souveraineté et du respect de la démocratie, bien qu'il demeure antimigrants,. Décrivant le champ politique selon l'échiquier politique populiste : une élite (système), anti-démocratique, contre les partisans du peuple (anti-système) qu'il représenterait. Farage observe : « Si le résultat d’une élection n’est pas respecté en Afrique, cela provoque une levée de boucliers internationale. C’est pourtant ce qui arrive ici avec le non-respect du résultat du référendum. Et nous devons mettre fin à cette situation ! ».
Selon le juriste Aurélien Antoine, spécialiste du droit constitutionnel britannique, le mouvement s'inscrit dans le cadre plus général de la stratégie du « pourrissement par l'intérieur » de l'UE par les mouvements eurosceptiques. En effet, Farage avait menacé au Parlement européen : « Vous ne voulez pas que je revienne ici avec une horde d’eurosceptiques ». N'ayant initialement pour seul programme que le retrait du Royaume-Uni de l'Union européenne, le parti a présenté aux élections européennes de 2019 des candidats issus de minorités ethniques et a pris ses distances avec l'anti-islam du UKIP.
La constitution du parti, enregistrée auprès de la Commission électorale, le définit comme « un parti démocrate qui promeut le libéralisme classique ». Outre la sortie de l'Union européenne, cette constitution indique que les objectifs du parti sont la promotion de l'esprit d'autonomie individuelle des personnes, la « diminution du rôle de l'État », la baisse des impôts des personnes et des entreprises, le contrôle des frontières, et la garantie des « libertés essentielles et traditionnelles de toutes les personnes au Royaume-Uni »,.
Pendant la pandémie de Covid-19 au Royaume-Uni, le parti s'oppose au confinement sanitaire, arguant que la maladie est sans gravité pour les personnes de moins de 60 ans. Sous la direction de Richard Tice à partir de mars 2021, le parti entend baisser les impôts des plus riches et les impôts sur les entreprises, mais aussi abolir l'impôt sur le revenu pour une partie des classes moyennes. Il souhaite également réformer la Chambre des lords et licencier une grande partie des personnels de la BBC, accusée d'être trop à gauche et de faire partie de l’establishment,.
Reform UK doit écarter plusieurs de ses candidats aux élections générales de 2024 pour des propos racistes. L'un d'eux avait posté sur les réseaux sociaux des commentaires sur le QI des personnes originaires d'Afrique sub-saharienne. Un autre avait déclaré que les personnes noires devaient "lever leurs culs de fainéants" et arrêter de se comporter "comme des sauvages". Une troisième avait qualifié sur les réseaux sociaux les migrants qui traversent clandestinement la Manche d'"ordures". Selon l'association de lutte contre le racisme Hope Not Hate, en vue des législatives, Reform UK avait déjà dû renoncer à 166 candidats depuis le début de l'année pour des déclarations racistes ou homophobes.
Le parti tient également des positions anti neutralité carbone.

## Influence sur le Parti conservateur
Le parti Reform UK est un concurrent du Parti conservateur sur sa droite ; malgré les faibles scores électoraux de Reform UK, il exerce une «influence disproportionnée» sur le Parti conservateur en l'obligeant à se radicaliser, selon Karine Tournier-Sol, qui voit en lui un "groupe de pression".
Reform UK est décrit comme une formation « populiste » qui se « nourrit de la frustration des électeurs ». Elle vise en particulier les électeurs conservateurs issus des classes populaires, qui subissent la hausse du coût de la vie et le délabrement des services publics. Dans les circonscriptions très « pro-Brexit » du nord de l’Angleterre, le parti pourrait aussi menacer le vote travailliste. Il investit en particulier la question migratoire et dénonce « l'hypocrisie » des conservateurs au pouvoir, qui tout en adoptant une rhétorique antimigrants dans les médias ont fortement augmenté les arrivées de migrants pour répondre aux besoins économiques du Royaume-Uni.
Transfuge du Parti conservateur, Richard Tice a adopté un discours très critique vis-à-vis de son ancien parti, affirmant que seule sa formation pouvait « sauver » le Royaume-Uni, qui aurait été « brisé » par treize années de domination conservatrice. Ben Habib, le vice-président de Reform UK, affirme même vouloir « anéantir le Parti conservateur ».

## Résultats électoraux

### Élections européennes
| Année | Tête de liste | Place | Voix      | %    | Mandats |
| ----- | ------------- | ----- | --------- | ---- | ------- |
| 2019  | Nigel Farage  | 1er   | 5 248 533 | 30,5 | 29 / 73 |

### Élections générales
| Année | Dirigeant    | Place | Voix      | %     | Mandats |
| ----- | ------------ | ----- | --------- | ----- | ------- |
| 2019  | Nigel Farage | 6e    | 642 323   | 2,01  | 0 / 650 |
| 2024  | Nigel Farage | 3e    | 4 117 121 | 14,29 | 5 / 650 |

## Élus

### Députés européens

#### 8elégislature
| Circonscription          | Nom              | Groupe | Groupe |
| ------------------------ | ---------------- | ------ | ------ |
| Angleterre de l'Est      | Tim Aker         |        | ELDD   |
| Angleterre du Nord-Est   | Jonathan Arnott  |        | ELDD   |
| East Midlands            | Jonathan Bullock |        | ELDD   |
| Écosse                   | David Coburn     |        | ELDD   |
| Yorkshire et Humber      | Jane Collins     |        | ELDD   |
| West Midlands            | Bill Etheridge   |        | ELDD   |
| Angleterre du Sud-Est    | Nigel Farage     |        | ELDD   |
| Angleterre du Sud-Est    | Ray Finch        |        | ELDD   |
| Pays de Galles           | Nathan Gill      |        | ELDD   |
| Angleterre du Sud-Est    | Diane James      |        | ELDD   |
| Angleterre du Nord-Ouest | Paul Nuttall     |        | ELDD   |
| East Midlands            | Margot Parker    |        | ELDD   |
| Angleterre du Sud-Ouest  | Julia Reid       |        | ELDD   |
| West Midlands            | Jill Seymour     |        | ELDD   |

#### 9elégislature
| Circonscription          | Nom                      | Groupe | Groupe |
| ------------------------ | ------------------------ | ------ | ------ |
| Angleterre du Nord-Ouest | David Bull               |        | NI     |
| East Midlands            | Jonathan Bullock         |        | NI     |
| West Midlands            | Martin Daubney           |        | NI     |
| Angleterre du Sud-Est    | Nigel Farage             |        | NI     |
| Angleterre du Nord-Ouest | Claire Fox               |        | NI     |
| Pays de Galles           | Nathan Gill              |        | NI     |
| Angleterre du Sud-Ouest  | James Glancy             |        | NI     |
| Londres                  | Benyamin Habib           |        | NI     |
| Angleterre de l'Est      | Michael Heaver           |        | NI     |
| Angleterre du Sud-Ouest  | Christina Jordan         |        | NI     |
| West Midlands            | Rupert Lowe              |        | NI     |
| Angleterre du Sud-Est    | Belinda De Camborne Lucy |        | NI     |
| Angleterre du Nord-Est   | Brian Monteith           |        | NI     |
| Angleterre de l'Est      | June Mummery             |        | NI     |
| Angleterre du Nord-Ouest | Henrik Overgaard-Nielsen |        | NI     |
| East Midlands            | Matthew Patten           |        | NI     |
| Angleterre du Sud-Est    | Alexandra L. Phillips    |        | NI     |
| Yorkshire et Humber      | Jake Pugh                |        | NI     |
| Angleterre du Sud-Est    | Robert Rowland           |        | NI     |
| Angleterre du Nord-Est   | John Tennant             |        | NI     |
| Angleterre de l'Est      | Richard Tice             |        | NI     |
| Pays de Galles           | James Wells              |        | NI     |
| Angleterre du Sud-Ouest  | Ann Widdecombe           |        | NI     |

## Personnalités ayant quitté le parti

### Députés européens
- Mustapha Korchi, le 29 septembre 2019,
- Louis Stedman-Bryce le 19 novembre 2019,
- Lance Forman, en janvier 2020,
- Lucy Harris, en janvier 2020,
- John Longworth, en janvier 2020,
- Annunziata Rees-Mogg, en janvier 2020.